# Lu Chuan

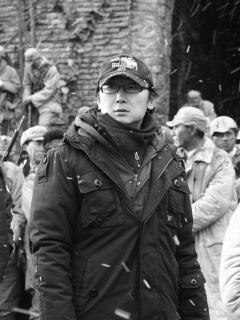
Lu Chuan 2009

Lu Chuan (chinesisch 陸川 / 陆川, Pinyin Lù Chuān; * 8. Februar 1971 in Kuytun Xinjiang) ist ein Drehbuchautor und Filmregisseur aus der Volksrepublik China.

## Filmografie
- 2002: The Missing Gun (寻枪)
- 2004: Kekexili: Mountain Patrol (可可西里)
- 2009: City of Life and Death – Das Nanjing Massaker (Nanjing! Nanjing!) (南京！南京!)

## Auszeichnungen
- 2004: Bester Film für Kekexili, Golden Horse Film Festival
- 2005: Don Quixote-Preis für Kekexili, Internationale Filmfestspiele Berlin
- 2006: Political Film Society Award für Exposé für Kekexili
- 2009: Goldenen Muschel für City of Life and Death – Das Nanjing Massaker, Festival Internacional de Cine de Donostia-San Sebastián[1]